# Aeroporto da Pampulha - Carlos Drummond de Andrade
Luchthaven Pampulha, ook wel bekend als luchthaven Carlos Drummond de Andrade, is een luchthaven in de Braziliaanse wijk Pampulha acht kilometer van het stadscentrum van Belo Horizonte.

## Geschiedenis
Luchthaven Pampulha werd gebouwd in 1933 door de Braziliaanse leger, maar in 1937 gaf de overheid toestemming aan het vliegveld om vliegroutes te openen. De eerste vliegroute was van Belo Horizonte naar Rio de Janeiro.
In 1971 nam INFRAERO (landelijke overheidsafdeling die voor de vliegvelden en het luchtverkeer zorgt) het vliegveld over. De infrastructuur werd uitgebreid zodat er meer op de luchthaven kon worden gevlogen.
Vanaf 1980 nam het aantal vluchten snel toe en in 2000 was dat gegroeid tot 100 vluchten per dag. In 2004 was het zo druk geworden dat Pampulha de grote toestroom niet meer op een veilige wijze aankon. Het was de drukste luchthaven van Minais Gerais. De deelstaatregering besloot daarom om de grote binnenlandse en buitenlandse vluchten naar Luchthaven Tancredo Neves International (Confins) te verplaatsen.
Na 2005 werd het een stuk rustiger, omdat de meeste vliegroutes werden verplaatst naar Aeroporto de Confins; er wordt nu nog alleen op het binnenland gevlogen.

## Bereikbaarheid
Openbaar vervoer: buslijnen  5401, 503 en 9501  
Auto: Avenida Antônio Carlos (vanuit het centrum van Belo Horizonte)

## De naam
De luchthaven kreeg zijn naam op 16 november 2004. De Braziliaanse president Luiz Inácio Lula da Silva veranderde de naam in Luchthaven Pampulha/Carlos Drummond de Andrade, ter nagedachtenis van de Braziliaanse schrijver Carlos Drummond de Andrade, geboren in Itabira, Minas Gerais.

## Gebruikers
De luchthaven wordt voornamelijk voor binnenlandse lijnvluchten gebruikt. Daarnaast wordt de luchthaven ook druk gebruikt door privévliegtuigen.